# Tepeüstü, Ümraniye
Tepeüstü là một xã thuộc huyện Ümraniye, tỉnh Istanbul, Thổ Nhĩ Kỳ.